# 216-я моторизованная дивизия
216-я моторизованная дивизия — воинское соединение Вооружённых сил СССР в Великой Отечественной войне.

## История

### Формирование
Дивизия сформирована в марте 1941 года в Киевском Особом военном округе (КОВО) в составе 24-го механизированного корпуса . В июне 1941 дислоцируется в районе Проскурова.

### В действующей армии
Боевой период: 22.6.1941-19.9.1944
- 22.6.1941 дивизия получила приказ из штаба корпуса о выполнении плана прикрытия 1941 года а именно в составе 24 МК выдвигаться в район Кременца для организации зации ударной группы совместно с силами 14-й кавалерийской дивизии 5-го КК и 146-й стрелковой дивизии 36-го СК. Дивизии предстояло проделать 100 километровый марш от Проскурова на Кременец в условиях почти полного отсутствия автотранспорта, изношенности имевшейся техники и под воздействием авиации противника. Когда противник 26 июня вышел на ближние подступы к Кременцу, дивизия была все еще в 60 километрах от города, совершая марш в пешем строю, атакуемый немецкими самолетами.
- 2.7.1941 противник неожиданно овладел Тарнополем, опередив и так быстро отходящие советские войска. Создалась реальная угроза беспрепятственного продвижения немцев на Проскуров и разгрома тылов 26-й и 12-й армий. Командующий фронтом генерал-полковник Кирпонос днем 2 июля развернул силы 24-й мехкорпус на юг для занятия Проскуровского укрепленного района па рубеже Авратин, Волочиск, Каневка, подчинив его командующему 6-й армии. Войска имели своей задачей, прочно занимая оборону, обеспечить отход войск  6-й и 26-й армий. Севернее, на линию укрепленных районов, выходил 49-й стрелковый корпус двухдивизионного состава, направленный сюда еще 1 июля 1941 года.
- 4.7.1941 силы 24-го корпуса вместе со своим участком обороны был передан в состав 26-й армии, которая имела задачей оборонять фронт Авратин, Волочиск, Сатанов; не допуская прорыва противника на Старо-Константинов и на Проскуров.
- Утром 6.7.1941 года в связи с прорывом укрепленного района вся 26-я армия получила разрешение фронтового командования на отход на линию Кульчины, Копачевка. 24-й мехкорпус, не испытывая сильного давления противника, до утра 7 июля 1941 прикрывал отход армии на рубеже Купель, Рябиевка, Войтовцы. В течение 7 июля нажим немцев на корпус усилился. Пехота противника, усиленная танками, с рубежа Клинины, Войтовцы, Рациборовка атаковала боевые порядки советских войск. 49-я танковая дивизия к 10 часам вынуждена была отойти на рубеж Зеленая, Криштофовка.  216 мд совместно с 45 тд смогли удержать прежние позиции. Для восстановления положения командир корпуса генерал-майор Чистяков поставил задачу 216-й моторизованной дивизии ударить в направлении Войтовцы.
- В ночь на 8.7.1941 216-я моторизованная в составе корпуса начала отход в направлении Любар. К 6 утра дивизия прошла Николаев и продолжила отход ка восток. 7 июля противник овладел Бердичевым, советскими войсками был оставлен Любар. 26-я армия получила задачу оборонять район Остропольского УР на рубеже Острополь, Старая Синява, Новоконстантинов, Летичев, не допуская противника в направлении Бердичев, Казатин с востока. 24-й мехкорпус получил задачу совместно с двумя дивизионами 2-й противотанковой артиллерийской бригады к исходу 9 июля 1941 года выйти и прочно оборонять рубеж  Юзефовка, Летичев, не допуская прорыва противника в восточном направлении.
- К вечеру 10.7.1941 216-я моторизованная дивизия передовыми отрядами заняла переправы по реке Иква на участке Старая Синява. Остальные части дивизии сосредотачивались в лесу в 5 км восточнее Старой Синявы. Дальнейшая задача дивизии состояла в прикрытии летичевского направления.
- 11.7.1941 полоса обороны 216-й дивизии на участке: Старая Синявка, Юзефовка перешла к частям 72-й горно-стрелковой дивизии, выдвинутой сюда из резерва армии. После этой перегруппировки моторизованная дивизия укрепляла оборону на линии Юзефовка, устье реки Иква. Штаб соединения расположился в населенном пункте Крупин.
- 12.7.1941 в полосе 24-го корпуса появились разведывательные подразделения противника. В этот день управление 26-й армии было выведено в тыл, а все войска армии, в том числе 216-я механизированная дивизия в составе 24-го механизированного корпуса, перешли в распоряжение командующего 12-й армии генерал-майора Понеделина. В связи с продолжавшимся отходом соседней 6-й армии, правый фланг 12-й армии постепенно загибался фронтом на северо-запад. 13 июля с 216-я дивизия оборонялась на фронте Старая Синява, Думенки.
- В ночь на 15.7.1941  216-я моторизованная дивизия, была отведены в район Хмельник. К утру  дивизия заняла рубеж: Хмельник, Чудиновцы, Думенки. В этот день ХХХХIХ горный корпус противника смог прорвать Летичевский укрепленный район в четырех местах, для локализации прорывов были задействованы все армейские и корпусные резервы. 216-я дивизия, которую на рубеже Чудиновцы, Думенки сменила 45-я танковая дивизия, с утра 16 июля контратаковала противника в направлении Летичев, Казачки. Не встретив серьезного сопротивления противника, она выбила мелкие немецкие подразделения из Летичева и к 15 часам вела бой на рубеже Снитовка, Казачки, Варенка, правым флангом опираясь на укрепрайон.
- К 17.7.1941 противник развил свой успех и захватил Бар и Жмеринку. К 18 июля он подошел к Виннице.  Овладев Казатином, немцы вышли на коммуникации 6-й и 12-й армий. Этим войскам грозило окружение. С этого момента все действия советских войск были направлены на выход из-под немецких клещей.
- 20.7.1941 216-я механизированная дивизия совместно с 49-й танковой предпринимала наступление на восток в направлении Фронтовка, Княжьяе Криница,  к исходу 21.7.1941 дивизия овладела селом Подвысокое; дивизия наступала на сильно растянутые по фронту части 16-й танковой дивизии противника.
- К 23.7.1941 года силы дивизии были сосредоточены на западной окраине Шабастовки. В этот день части корпуса вели упорные бои с 16-й танковой дивизией XXXXVIII моторизованного корпуса, занявшей Монастырище, и смогли ненадолго освободить этот городок.
- 25.7.1941 12-я армия перешла в подчинение Южного фронта. Дальнейшие действия остатков войск дивизии и корпуса проходили в условиях развала фронта и окружения главных сил 6-й и 12-й армий в районе Умани, когда вместо потерявших боеспособность соединений стихийно создавались различного состава отряды под командованием наиболее решительных и инициативных командиров. 216-я моторизованная дивизия была сведена в мотострелковый полк и подчинена группе генерал-майора Владимирова сосредотачивалась в районе Сармы.
- 30.7.1941 силы 24-го механизированного корпуса вели наступательные бои в районе Тальное.  216-й мотострелковый полк вел бой в окружении в районе Мошурова. Последние бои остатки 24-го механизированного корпуса провели в районе села Подвысокое в первой декаде августа. Сохранились лишь отрывочные сведения о последних днях корпуса. Известно, что 3 августа остатки 216-го мотострелкового и 17-го мотоциклетного полков совместно с 44-й горнострелковой дивизией вели бои за овладение Ново-Архангельском.
- 6.8.1941 остатки войск заняли села Наливайка и Пушково По радио из штаба 12-й армии был получен приказ — пробиваться в сторону Первомайска до которого оставалось 20 км. Командир дивизии полковник Саркисян погиб при прорыве из окружения.
- 19.9.1941 года дивизия расформирована, ее части обращены на доукомплектование стрелковых дивизий.

## Состав
- 647-й мотострелковый полк — в/ч 9262
- 665-й мотострелковый полк — в/ч 9273
- 134-й танковый полк — в/ч 9282
- 656-й артиллерийский полк — в/ч 9276
- 42-й отдельный истребительно-противотанковый дивизион
- 215-й отдельный зенитно-артиллерийский дивизион
- 290-й отдельная разведывательный батальон
- 370-й легко-инженерный батальон
- 590-й отдельный батальон связи
- 214-й артиллерийский парковый дивизион
- 356-й медико-санитарный батальон
- 685-й автотранспортный батальон
- 160-й ремонтно-восстановительный батальон
- 34-я рота регулирования
- 460-й полевой хлебзавод
- 725-я полевая почтовая станция
- 586-я полевая касса Государственного банка

## Подчинение
| Дата            | Фронт              | Армия      | Корпус | Примечания |
| --------------- | ------------------ | ---------- | ------ | ---------- |
| 22.06.1941 года | Юго-западный фронт |            | 24 МК  | -          |
| 01.07.1941 года | Юго-западный фронт | 26-я армия | 24 МК  | -          |
| 12.07.1941 года | Юго-западный фронт | 12-я армия | 24 МК  | -          |
| 25.07.1941 года | Южный фронт        | 12-я армия | 24 МК  |            |

## Командиры
- Командир - Саркисян Ашот Саркисович (март-август 1941г), полковник
- Начальник инженерного отделения — Иван Михайлович Лебедев